# Katherine Griffith
Katherine Griffith, geboren als Katherine Kierman (San Francisco, 30 september 1876 – Los Angeles, 17 oktober 1921) was een Amerikaans actrice. Ze begon haar carrière als karakter-cabaretsier in musicals en vaudeville. Ze was een van de vaste spelers in Power Comedies zoals Injuns en Getting Their Picture Took (beide 1912), waarvoor ze de rol van Matty Roubert vertolkte, moeder van de ondeugende 'Power Kids' en Baby Early. Griffith deed ook komedie drama's voor onder meer Kalem, Rex, Tiffany, Oz, Sterling en Morosco Companies. Ze was de matriarch van een vroege Hollywoodfamilie waartoe haar echtgenoot Harry Griffith behoorde. De kinderen die zij kregen, Graham Griffith en Gordon Griffith, waren populaire kindacteurs.
In 1912 begon ze in korte films te acteren.
Vanaf 1916 maakte Griffith onderdeel uit van het collectief L-Ko Comedies, dat vaak samenwerkte met Dan Russel aan korte films als The Right Car But the Wrong Berth, Murder By Mistake (beide 1916) en Heart Sick at Sea (1917).
Haar roem kwam toen ze in 1917 tegenover Mary Pickford te zien was in The Little Princess. Vanaf dat moment speelde ze prominente rollen in prestigieuze speelfilms zoals Mary Pickfords Pollyanna (1920) en Huckleberry Finn (1921).
Haar carrière duurde echter niet lang, aangezien ze op 17 oktober 1921 op 45-jarige leeftijd overleed aan een hersenbloeding op de set van de Marshall Neilan-film Penrod (1922).

## Filmografie
- Tangled (1912) - Mrs. Edwards
- The Way of the Transgressor (1912) - Mrs. Hawkins
- Having Their Picture Took (1913) - De moeder
- Tess of the D'Urbervilles (1913) - Mrs. D'Urberville
- Discontent (1916) - Actrice
- The Making of Maddalena (1916) - Mrs. Wright
- Where Is My Husband? (1916) - Actrice
- The Right Car But the Wrong Berth (1916) - Actrice
- The Greater Power (1916) - Actrice
- Murder by Mistake (1916) - Actrice
- Heart Sick at Sea (1917) - Actrice
- That Dawgone Dog (1917) - Actrice
- Snow White (1917) - Actrice
- A Domestic Hound (1917) - Actrice
- The Little Princess (1917) - Miss Minchin
- Mothers of Men (1917) - Maida
- Fast Company (1918) - Mrs. Van Huyler
- In Judgment of... (1918) - Mrs. Brainard
- The Brazen Beauty (1918) - Tante Ellen
- Arizona (1918) - Actrice
- Smiles (1919) - Huisvrouw
- A Yankee Princess (1919) - Lady Windbourne
- The Woman Next Door (1919) - Rhoda Schuyler
- The Woman Thou Gavest Me (1919) - Tante Bridget
- The Spite Bride (1919) - Countess di Raspoli
- Pollyanna (1920) - Tante Polly Harrington
- Huckleberry Finn (1920) - Weduwe Douglas
- Mid-Channel (1920) - Ethel Pierpont
- They Shall Pay (1921) - Mrs. Yates